# Опфикон
Опфикон (нем. Opfikon)је швајцарски град у циришком Кантону и налази се у области Билах.

## Грб
Блажон: глава пола дужине портрета човека који носи капут са белим оковратником, у подножју у облику крижа.

## Географија
Опфикон се налази северозападно од Цириха у глатској долини поред циришког аеродрома, тако да лежи на већој области Цириха. Као што припада регији такође познатом и као циришке низине, предео је већином раван. Најнижа тачка је 420.4 метара надморске висине на граници према суседној општини Римланг, а највиша тачка се налази у тврдој шуми и износи 481 метара надморске висине. 37% општинске територије је насељена област, 17% шумом, 27% пољопривредним земљама, 17.6% транспортационом инфрастурктуром и 1.2% водом.